# Eekhoornboomkikker
De eekhoornboomkikker (Dryophytes squirellus) is een kikker uit de familie boomkikkers (Hylidae).
De soort werd voor het eerst wetenschappelijk beschreven door François Marie Daudin in 1800. Oorspronkelijk werd de wetenschappelijke naam Hyla squirella gebruikt. Onder deze naam staat de kikker in veel literatuur bekend.

## Uiterlijke kenmerken
De eekhoornboomkikker is te herkennen aan een witte, dun zwartomzoomde streep van oog tot bij de achterpoot, het grotere trommelvlies (tympanum) en de witte tot gele streep op de bovenlip. Het best is deze soort te onderscheiden door de kenmerken die de kikker niet heeft, zoals een donkere oogvlek, vlekjes op de rug of een tekening. Het lichaam kan ongeveer 5 centimeter lang worden, en de vrouwtjes worden nog iets groter.
De eekhoornboomkikker staat bekend om het goed ontwikkelde vermogen om van kleur te veranderen, en kan dan ook iedere kleur van lichtbruin tot donkergroen aannemen, zelfs van crèmewit tot bijna zwart. In het laatste geval is het dier geïrriteerd door verstoring of soortgenoten; echter ook de temperatuur is van invloed op de kleur. Vroeger werd deze kikker door de lokale bevolking ook wel als barometer gebruikt, net zoals de Europeanen dat vroeger deden met soorten als de Europese boomkikker (Hyla arborea). De huid kan zowel egaal zijn als gevlekt. Door de grote variatie in kleuren en tekeningen van de huid wordt deze kikker regelmatig voor een andere soort aangezien.

## Algemeen
Deze kikker leeft in een groot deel van het zuiden van de Verenigde Staten, in Virginia en Florida en Texas, tot in Mississippi als noordelijke grens. De soort is geïntroduceerd in de Bahama's. In de streken waar hij voorkomt is deze soort zeer algemeen en is dan ook niet beschermd. Door de goed ontwikkelde achterpoten kan erg ver gesprongen worden en deze soort leeft met name hoog in bomen tussen de kruinen. Bossen en bosranden vormen het voornaamste habitat maar ook de mens wordt niet geschuwd; zo komt dit dier ook voor in tuinen en plantenkwekerijen. Eigenlijk stelt deze soort maar drie eisen aan de omgeving; er moeten bomen zijn, er moet iets te eten zijn en het moet vochtig zijn. Het voedsel van deze kikkers bestaat voornamelijk uit kleine insecten.

## Voortplanting
De voortplanting vindt plaats nadat het mannetje enige tijd harde en korte paarkreten laat horen. Deze lijken wat op de kreten van een eekhoorn. Hieraan is ook de naam te danken; de soortaanduiding squirellus betekent 'eekhoorn'. Als een vrouwtje geïnteresseerd is, vindt de paring plaats en de eitjes worden in het water gelegd en zinken naar de bodem. De kikkervisjes ontwikkelen zich relatief snel; na ongeveer 40 tot 50 dagen is de metamorfose voltooid en kruipen ze aan land. Deze snelle metamorfose is geen toeval; de eitjes worden vaak gelegd in tijdelijke poeltjes, waar nog geen vijanden in leven zoals vissen. Nadeel van tijdelijke poeltjes is dat ze na enige tijd weer opdrogen, en eventuele nog niet ontwikkelde kikkervisjes uitdrogen.